# Eds prästgård

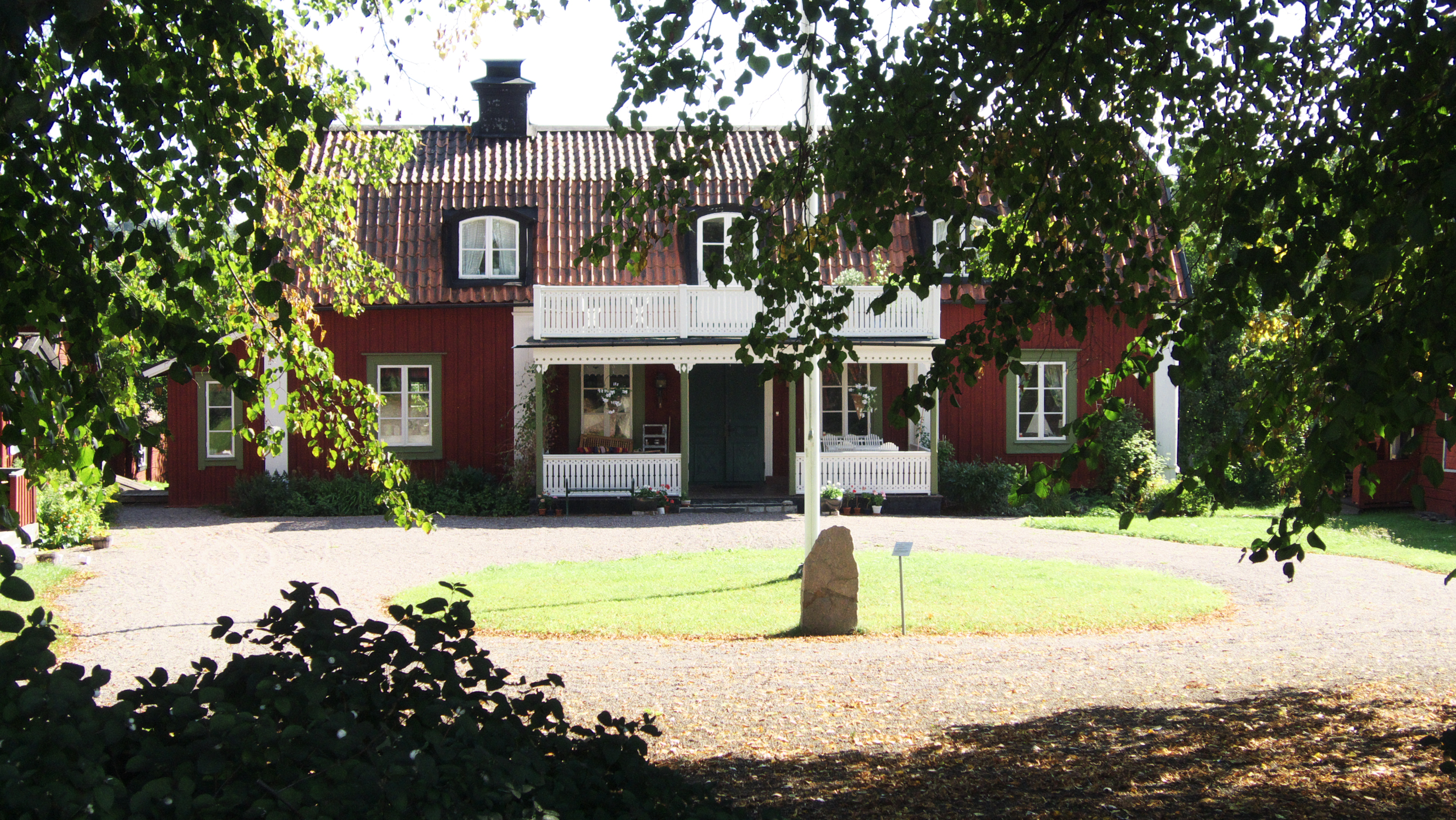
Eds prästgård

Eds prästgård ligger drygt en kilometer öster om  Eds kyrka i Upplands Väsby kommun.

## Historik
Eds prästgård var bostad för kyrkoherden i Eds församling från åtminstone tidigt 1600-tal fram till 1990-talet. Prästgården har genom tiderna bestått av ett stort antal byggnader för olika behov och har omgetts av öppna marker som har brukats som jordbruksmark.
På 1980-talet uppfördes bostadsbebyggelse i prästgårdens direkta närhet. Numera är prästgården privatbostad för flera hushåll.
Eds prästgård är byggnadsminne sedan 1982. Gårdens bevarade månghussystem visar på äldre tiders ekonomi och agrara byggnadskultur, liksom hur en uppländsk prästgård såg ut och fungerade fram till cirka 1910.

## Byggnader
På prästgården finns huvudbyggnaden, uppförd 1813, två flyglar och ett flertal ekonomibyggnader. Huvudbyggnaden är timrad och klädd med rödfärgad locklistpanel samt har tegeltäckt tak.
Den södra flygeln bestod tidigare av tre separata byggnader som fungerade som stall, visthusbod och bostad, men är numera ombyggd till en bostad. Den norra flygeln var tidigare gäststuga men är numera bostad. På gården finns också en källare med en timrad överbyggnad, ett tidigare dass och en tidigare kombinerad bagar- och bryggstuga. Utanför trädgården i anslutning till parkeringen står vagnslidret, som tidigare stod söder om trädgården. De flesta av byggnaderna uppfördes under 1700- och 1800-talen. Den södra längan ska enligt muntlig tradition vara uppförd på 1600-talet. Alla byggnaderna är rödfärgade.
På gårdsplanen står en runsten som hittades i trädgården 1926. Dess inskription lyder: "Gunnar och Sven reste stenen efter Tona, sin moder".
På var sida om ingången till prästgårdens trädgård står en lind, som sägs vara planterade på 1600-talet.

### Webbkällor
- Eds prästgård, Stockholms läns museum, läst 2014-07-31
- Eds prästgård, Upplandia, läst 2014-08-01
- anläggningspresentation